# 胡荣贵 (1974年)
胡荣贵（1974年—），九三学社社员，国家杰出青年科学基金获得者，浙江大学教授。

## 生平
1995年毕业于安徽师范大学生物系，2000年于中国科学院研究生院获博士学位，同年进入中国科学院上海生物化学研究所工作。曾在美国加州理工学院作博士后研究和高级研究员。2009年任中国科学院上海生命科学研究院研究员，2020年任中国科学院分子细胞科学卓越创新中心二级研究员。2024年调入浙江大学，任医学院“求是”特聘教授。

## 学术贡献
主要从事蛋白质稳态（特别是泛素化及降解）调控与分子识别领域研究工作。主持国家杰出青年科学基金、国家重点研发计划课题等十余项。先后入选中国科学院百人计划、科技部创新人才推进计划领军人才、万人计划领军人才等。

## 社会兼职
九三学社中央促进技术创新工作委员会委员、中央医药卫生专门委员会委员，九三学社上海市委员会科技专门委员会副主任；中国生物化学与分子生物学会全国酶学专业委员会副主任，中国神经科学学会儿童认知与脑功能障碍分会委员、神经科学研究技术分会委员；《Frontiers in Cell & Developmental Biology》副主编。